# Xantusiidae
Famille
Synonymes
- Xantusiinae Baird, 1858
- Cricosaurinae Lydekker, 1888

Les Xantusiidae sont une famille de sauriens. Elle a été créée par Spencer Fullerton Baird en 1858.

## Répartition
Les espèces de cette famille se rencontrent du Sud des États-Unis jusqu'en Amérique centrale.

## Description
Ces reptiles sont plutôt fins d'aspect, avec des pattes peu développées, atteignant pour les plus grandes espèces entre 15 et 20 cm, queue comprise (celle-ci pouvant être assez longue par rapport au reste du corps).
Plusieurs espèces sont parthénogéniques, et certaines cumulent une reproduction sexuée et pathénogénique (genre Lepidophyma en particulier). Toutes les espèces sont vivipares.

## Liste des genres
Selon The Reptile Database (13 avr. 2012) :
- Cricosaura Gundlach & Peters, 1863
- Lepidophyma Duméril, 1851
- Xantusia Baird, 1858

## Publication originale
- Baird, 1859 "1858" : Description of new genera and species of North American lizards in the museum of the Smithsonian Institution. Proceedings of the Academy of Natural Sciences of Philadelphia, vol. 10, p. 253-256 (texte intégral).